# Агоналія
Агоналія —свято у Стародавньому Римі, що відзначається чотири рази на рік:
- 9 січня на честь бога всіх починань Януса
- 17 березня на честь бога війни Марса
- 21 травня на честь бога підземного світу і смерті Вейовіс (Свято Veio)
- 11 грудня на честь бога сонця Sol Indigesa.

У дні відзначення Rex Sacrorum приносив у жертву барана у Регії, просячи бога про милість і захисту від зла і смерті.
Назва свята не має однозначного трактування. Одне пояснення походить від питання, яке ставили перед принесенням жертв священики, що зібралися: «Agone?» Або «чи маю умертвити?»